# Lloyd W. Russell
Lloyd W. Russell (* um 1920; † nach 1955) ist/war ein US-amerikanischer Techniker und Filmschaffender, der bei der Oscarverleihung 1951 und der Oscarverleihung 1954/1955 jeweils mit einem Oscar für technische Verdienste ausgezeichnet wurde.
Bei der Oscarverleihung 1951 wurde Russell gemeinsam mit John P. Livadary und Floyd Campbell für Columbia Sound Studio Department mit dem Oscar für Wissenschaft und Entwicklung („Academy Scientific & Engineering Award“) für „die Entwicklung eines magnetischen Mehrspuraufzeichnungssystems“ (Original: „for the development of a multi-track magnetic re-recording system“) ausgezeichnet.
Wiederum mit John P. Livadary wurde Russell bei den 27. Academy Awards 1954/1955 mit dem Scientific/Technical Award (Class) geehrt. Auch ihr damaliger Arbeitgeber, das Columbia Studio Sound Department, wurde bei der Verlesung der technischen Preise durch Lauren Bacall am 30. März 1955 im Pantages Theatre in Hollywood mit dem Preis bedacht. Ausgezeichnet wurden Livadary und Russell für ihre Erfindung „eines verbesserten Begrenzungsverstärkers, wie er bei Schallpegel-Vergleichsgeräten angewandt wird“ („for an improved limiting amplifier as applied to sound level comparison devices“).
Verheiratet war er mit Leatha Russell. Mit einer gemeinsamen Tochter lebte das Paar seinerzeit im Ellis County in Texas. Über Russells Leben und Karriere darüber hinaus ist nichts bekannt.